# Zespół Townesa-Brocksa
Zespół Townesa-Brocksa (zespół nerkowo-uszno-odbytniczo-promieniowy, ang. Townes-Brocks syndrome, TBS, renal-ear-anal-radial syndrome) – rzadki zespół wad wrodzonych uwarunkowany genetycznie. Zespół opisali po raz pierwszy w 1972 roku Townes i Brocks. Ten sam zespół przedstawili w innej pracy Reid i Turner. Dziedziczenie zespołu jest autosomalne dominujące.

## Fenotyp
Na obraz kliniczny zespołu Townesa-Brocksa składają się:
- wady ucha zewnętrznego (małe lub duże małżowiny uszne, wyrośla lub dołki przeduszne, niekiedy z czuciowym ubytkiem słuchu lub głuchotą)
- malformacje odbytu i odbytnicy
- wady nerek, takie jak hipoplazja nerek, wielotorbielowatość nerek, dysplastyczne nerki, niekiedy prowadzące do niewydolności nerek.
- wrodzone wady serca (tetralogia Fallota, wady przegrody międzykomorowej)
- wady dłoni i stóp: hipoplastyczne kciuki, syndaktylia, zrost kości nadgarstka
- niewielkie trudności w nauce, iloraz inteligencji zazwyczaj jest prawidłowy.

## Etiologia
U pacjentów z zespołem Townesa i Brocksa stwierdzono mutację w genie SALL1 w locus 16q12.1, kodującym przypuszczalny czynnik transkrypcyjny.